# Ikarus
Ikarus fue un fabricante de autobuses con sede en Budapest y Székesfehérvár, Hungría. Se fundó en 1895 como Taller de herrería y fábrica de autocares de Imre Uhry (hun.: Uhry Imre Kovács- és Kocsigyártó Üzeme) y durante la era comunista en Hungría dominó los mercados de autobuses de todo el Bloque del Este y sus aliados.

## Historia

### Historia temprana (1895-1932)
El antecesor directo de la empresa se fundó en Budapest en 1895, cuando Imre Uhry abrió su taller de herrería. El principal perfil de la pequeña empresa era la reparación de carros y herraduras. Sin embargo, Uhry mejoró constantemente su taller gracias a los ingresos estables que obtuvo y, en pocos años, el taller comenzó a producir sus primeros carruajes, carretas y carros. Después de varias ampliaciones, en 1913 Uhry compró una nueva planta y, cuando estalló la Primera Guerra Mundial, empezaron a centrarse en la construcción y reparación de superestructuras para camiones. Cuando finalmente terminó la guerra en 1918, la empresa era uno de los fabricantes más importantes. Por un lado, porque el Imperio austrohúngaro se derrumbó y la empresa de Uhry era una de las pocas que no se encontraba fuera de las nuevas fronteras, por otro lado, porque la empresa participaba de manera importante en la producción de guerra.

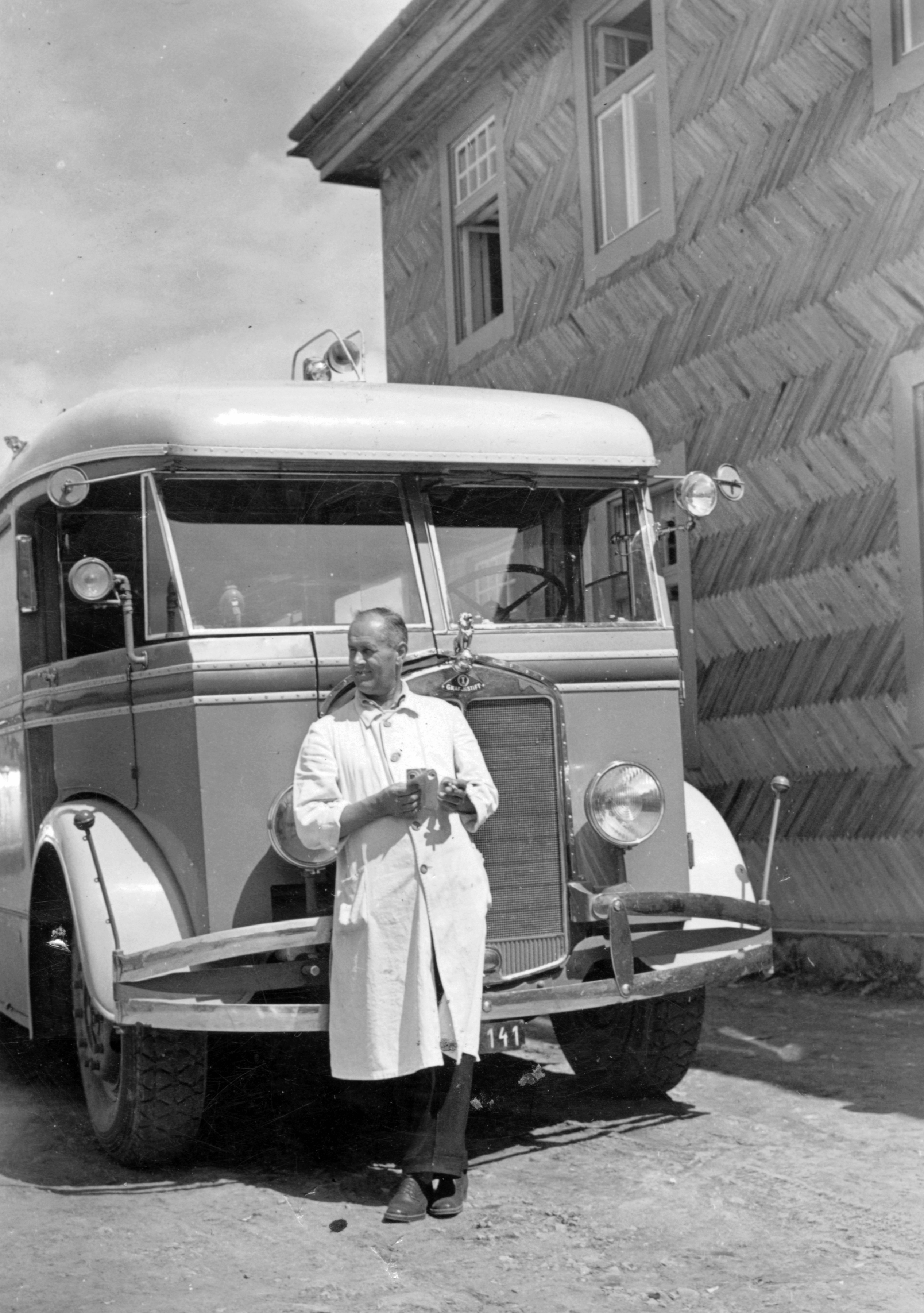
El autobús de Uhry construido sobre el chasis Gräf & Stift

A principios de la década de 1920 se produjo otra ampliación de la empresa, que finalmente dio lugar a un nuevo nombre: Fábrica de carrocerías y remolques Uhry Imre (Uhry Imre Karosszéria és Pótkocsigyár). Hasta los años 30, la empresa producía principalmente diversas y únicas superestructuras sobre chasis de empresas extranjeras, como Ford, Mercedes-Benz, FIAT, Büssing o Gräf & Stift. Entre ellos se encontraban camiones, autobuses e incluso algunos turismos. A la empresa Uhry le fue yendo mejor con el paso del tiempo. En 1929 se fabricó la superestructura de camión número 1.000. Aunque en ese momento la empresa no contaba con ningún producto de exportación, de vez en cuando algunos modelos captaban la atención internacional. Por ejemplo, en 1934, el autobús de lujo de la empresa construido sobre un chasis Gräf & Stift se presentó en el concurso de belleza automovilística francés Concours d'Élégance. Los tres clientes más importantes de la empresa eran las empresas estatales húngaras Ferrocarriles Estatales Húngaros (MÁV), la Compañía de Autotransportes de los Ferrocarriles Estatales Húngaros (MAVART) y una de las predecesoras de la Compañía de Transportes de Budapest (BSzKRt). Estas empresas realizaban pedidos constantemente a la fábrica de Uhry, hasta que la Gran Depresión azotó a Hungría en 1930. La crisis cortó repentinamente la mayoría de los pedidos y la producción casi se detuvo. La situación obligó a Uhry a vender los vehículos por debajo de su valor real y a pedir préstamos. Finalmente, en 1932 la situación llevó a la quiebra de Uhry Imre Car body and Trailer Factory.

### De la reorganización a la era comunista (1933-1948)
En 1933, los hijos de Imre Uhry fundaron una nueva empresa sobre las ruinas de la antigua, que se llamó Fábrica de carrocerías y vehículos de los hermanos Uhri (Uhri Testvérek Autókarosszéria és Járműgyár). Los niños usaban su apellido con la letra "i" en lugar de "y". Los primeros tres años de la nueva empresa transcurrieron sin grandes éxitos, pero en 1936 la empresa BSzKRt, entonces responsable del transporte público de Budapest, encargó 50 autobuses diésel con chasis MÁVAG-Mercedes. Estos vehículos todavía se producían con carrocería de madera, pero la fábrica contrató nuevos ingenieros, que comenzaron a trabajar en una variante de carrocería de metal, que se produciría en masa.
El primer autobús con carrocería metálica en Hungría fue el MÁVAG N26/36 de los hermanos Uhri, al que siguió un sucesor con algunas modificaciones cada año. Se produjeron en serie cuatro modelos, principalmente para Budapest: los MÁVAG N26/39 y N26/40 estándar, así como la versión "colina" N2h/39 y N2h/40. Estos cuatro fueron apodados Bagre debido a su decoración frontal única. De ellos se fabricaron un total de 184 unidades.

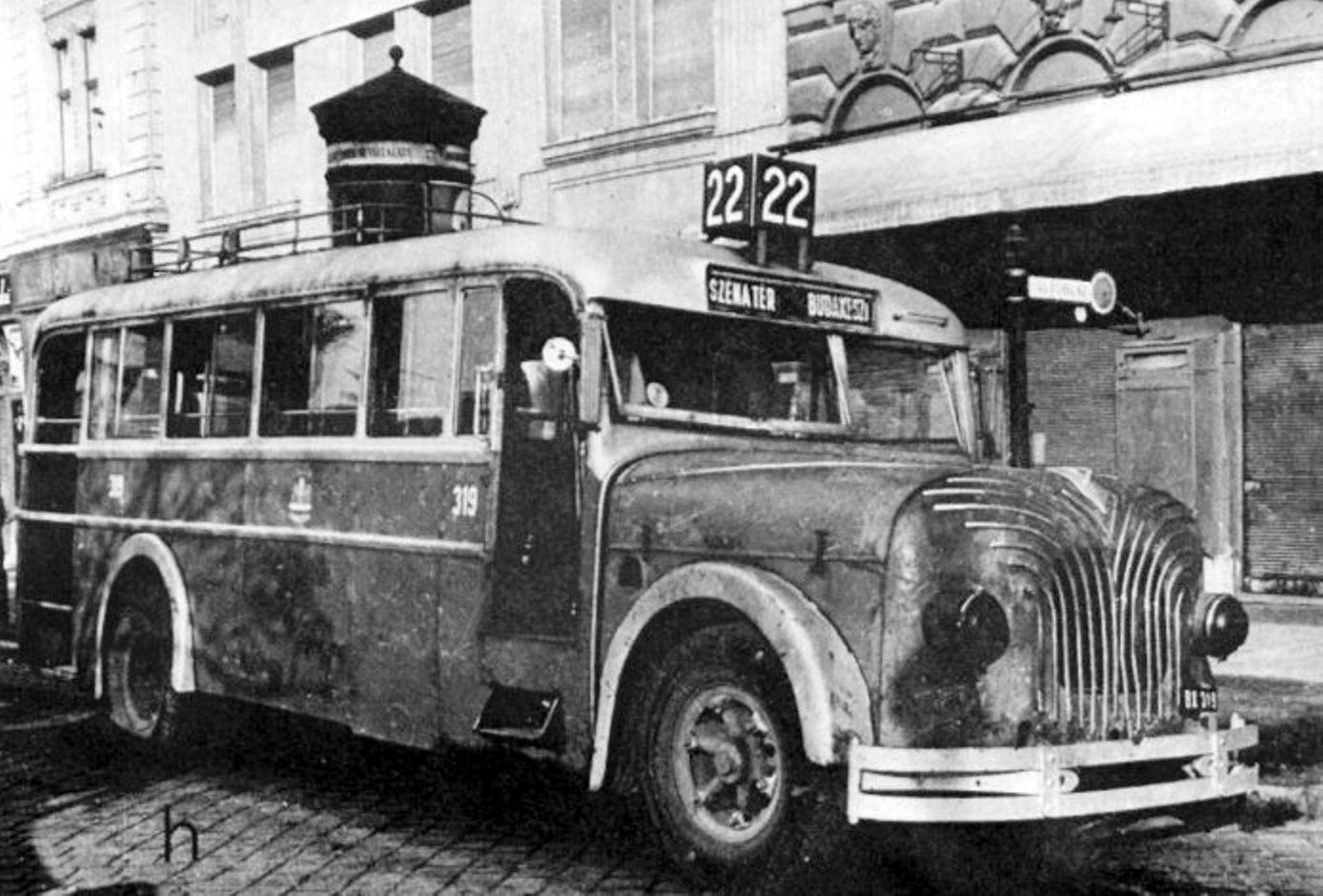
Un MÁVAG N2h/39 dañado durante la Segunda Guerra Mundial

En 1942, la empresa, que empleaba a casi mil personas, comenzó a producir aviones. La planta fundada en aquella época en la calle Margit fue uno de los bastiones de la producción de vehículos nacionales hasta el cambio de milenio.
En 1948, como muchas otras empresas en la recién creada Segunda República Húngara en ese momento, la empresa fue nacionalizada y, por lo tanto, pasó a ser propiedad del estado, a lo que siguió la salida de Hungría de la familia Uhri (que lo hizo por miedo al gobierno recién formado respaldado por la Unión Soviética).

### Edad de oro: la era comunista (1948-1989)

#### Preludio a los modelos de Ikarus
En 1948, el antiguo cliente BSzKRt encargó una nueva línea de autobuses para su flota y para ello la empresa, ahora estatal, desarrolló un nuevo modelo, el 'Tr 5. Tenía 9,5 metros de longitud y estaba construido sobre un chasis tipo MÁVAG LO 5000. En 1949, el gobierno comunista implementó nuevos cambios. La fábrica de carrocerías y vehículos Uhri Siblings se fusionó con:
- la Fábrica de Aviones (Repülőgépgyár Rt.)
- la Empresa de Máquinas y Productos Metálicos Ikarus (Ikarus Gép- és Fémáru Rt.)

Así, el 8 de febrero se creó la Fábrica de Carrocerías y Vehículos Ikarus (Ikarus Karosszéria- és Járműgyár).
Sin embargo, los productos de la empresa todavía no llevaban el nombre Ikarus hasta 1951, aunque el logotipo alado empezó a aparecer incluso en los modelos Tr 5, fabricados después de 1949, y en los otros tres modelos, que no utilizaban el nombre de la empresa.
Como resultado de la guerra, en Hungría había escasez de chasis, pero al mismo tiempo había una necesidad creciente de autobuses, ya que la mayoría de ellos fueron destruidos o gravemente dañados durante el asedio de Budapest. Las circunstancias obligaron a los ingenieros a desarrollar un modelo de autobús sin chasis. El resultado fue el modelo Tr 3,5 con construcción monocasco en 1948, que fue el primero en el mundo de su tipo. Algunas fuentes sugieren que el Setra S8 alemán fue el primero con dicha construcción unibody, pero ese modelo no comenzó a fabricarse hasta 1950. El pequeño Tr 3,5 pesaba sólo 3,7 toneladas (de ahí su nombre) y medía 7,73 metros de longitud. El motor lo fabricaba Rába, pero en aquel momento la empresa sólo podía producir algunos modelos de antes de la guerra, que se utilizaban para su propio modelo de autobús, ya obsoleto, el Special.
Durante este corto período, Ikarus tenía planes ambiciosos, ya que diseñaron dos modelos diferentes de autobuses exclusivamente para objetivos de exportación. Uno de ellos fue el A19, que fue diseñado teniendo en cuenta los estándares sudamericanos. Se construyó sobre un chasis de 10,5 metros de largo y cada asiento de pasajero se colocó junto a una ventana. La modelo también estaba llena de adornos. A pesar de todos los intentos, sólo se construyeron dos prototipos del modelo y ambos permanecieron en Hungría.
El otro intento de exportación tuvo mucho más éxito. Este modelo se llamó M5 y se construyó sobre el mismo chasis que el Tr 5, pero recibió un frente rediseñado, puertas batientes operadas manualmente y algo más de asientos para pasajeros. Se produjeron un total de 170 unidades de este modelo, de las cuales 90 se vendieron a Polonia, 45 a Rumanía y, aunque estaba destinado a ser un modelo de exportación, 35 a la empresa húngara MÁVAUT.

#### Modelos entre 1951 y 1967
En 1951, después de una larga y acalorada discusión entre los ingenieros y los responsables políticos sobre si se debían producir vehículos monocasco o con carrocería sobre bastidor, las partes lograron llegar a un compromiso. A los ingenieros, que estaban a favor del monocasco, se les permitió diseñar uno de los dos próximos modelos con dicha construcción. Pero sólo se les permitió desarrollar un autobús más pequeño, el sucesor del Tr 3,5. Mientras que la voluntad política les obligó a crear los vehículos más grandes (el sucesor del Tr 5) sobre chasis. De este "compromiso" nació el primer vehículo de la empresa, que de hecho llevaba el nombre de la fábrica: el Ikarus 30. Fue concebido como un vehículo universal para prestar servicio en rutas urbanas e interurbanas, así como en autocares. Sin embargo, el autobús resultó insuficiente para su uso en las ciudades, ya que era demasiado pequeño, estrecho y las ventanas del techo creaban un efecto invernadero durante el verano. De ahí que el modelo recibiera el sobrenombre de autobús de nailon por parte de los pasajeros.
Aunque resultó ser un autobús urbano insuficiente, como autocar tuvo éxito. Se convirtió en el primero de muchos modelos Ikarus que se exportaron en grandes cantidades. Alemania Oriental y China compraron más de 600 unidades cada una, mientras que Checoslovaquia también encargó 500 vehículos.

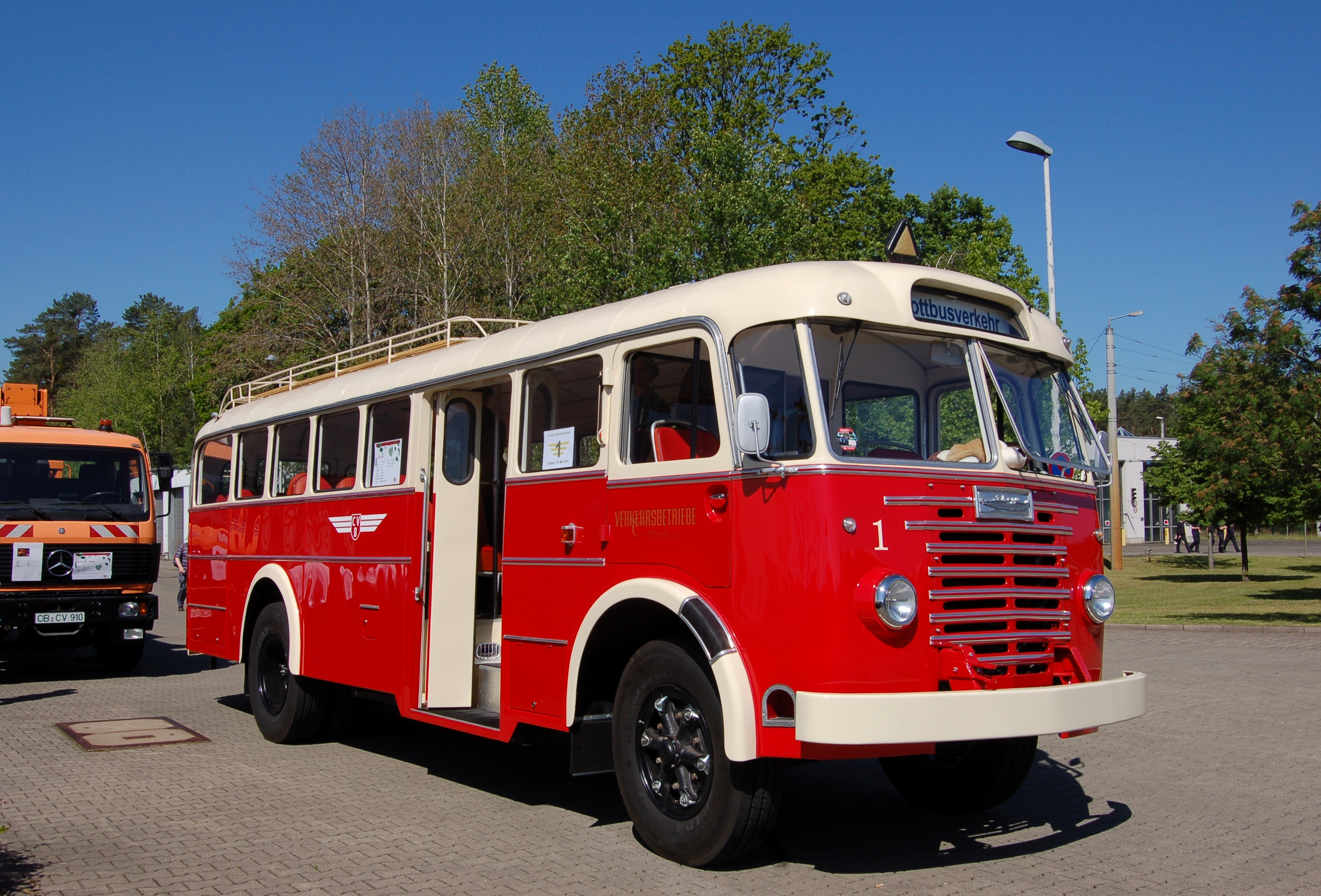
Un Ikarus 60 restaurado utilizado por la empresa de tráfico alemana Cottbusverkehr

El año 1951 propició también el nacimiento de otro nuevo modelo: el Ikarus 60, que era el sucesor del modelo Tr 5. El Ikarus 60, como se mencionó anteriormente, fue un diseño de carrocería sobre bastidor impuesto por quienes tomaban las decisiones, diseñado por la Institución de Desarrollo de Vehículos (Járműfejlesztési Intézet o JÁFI) y construido por el propio Ikarus. El Ikarus 60 demostró ser un vehículo versátil y, con algunas modificaciones, se construyeron muchos submodelos sobre su base. El ejemplo más notable es el Ikarus 60T, producido entre 1952 y 1956, que fue el primer modelo de trolebús de la empresa.
Los otros submodelos importantes fueron el ITC 600 y el IC 660, que se construyeron entre 1960 y 1967 como uno de los primeros modelos de autobús articulado producidos en serie en el mundo. Estas modificaciones no fueron realizadas por Ikarus ni sus trabajadores, sino por FAÜ, una de las empresas operadoras. Por lo tanto, a menudo se les llamaba FAÜ-articulados (FAÜ-csuklós).

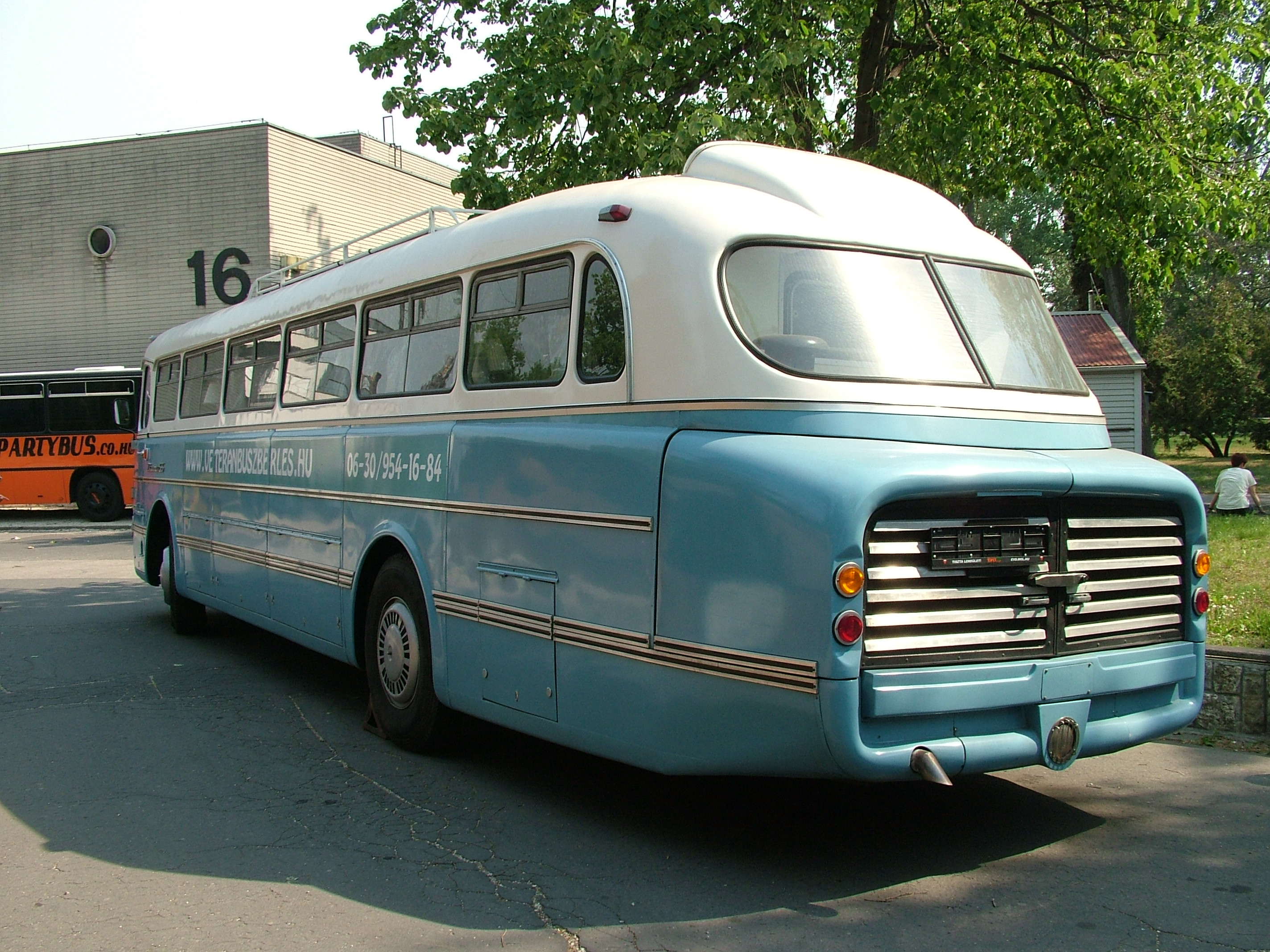
La sección trasera única de un Ikarus 55 restaurado

Hay una serie de grandes logros pertenecientes a la empresa y uno de ellos fueron los modelos hermanos Ikarus 55 e Ikarus 66. De estos dos modelos únicos se fabricaron un total de 16.726 unidades entre 1952 y 1973. Sus motores estaban montados en la sección trasera de los vehículos, que tenían una configuración y un aspecto distintivos, lo que dio lugar a su apodo común de Faros (más o menos: Nalgas). Los modelos hermanos se convirtieron en iconos de la historia de los autobuses húngaros.
En la segunda mitad de la década de 1950, Ikarus comenzó a desarrollar los sucesores de los modelos Ikarus 30 y 60, por lo que creó el Ikarus 31 y el Ikarus 620. El primero se vendió en grandes cantidades en Alemania del Este, mientras que el segundo fue popular en Hungría y la Unión Soviética.
En 1963, el estado húngaro decidió fusionar Általános Mechanikai Gépgyár o ÁMG ("Fábrica General de Máquinas Mecánicas") con Ikarus. La fábrica de ÁMG estaba en Székesfehérvár, de ahí que allí se creara la segunda planta de Ikarus.

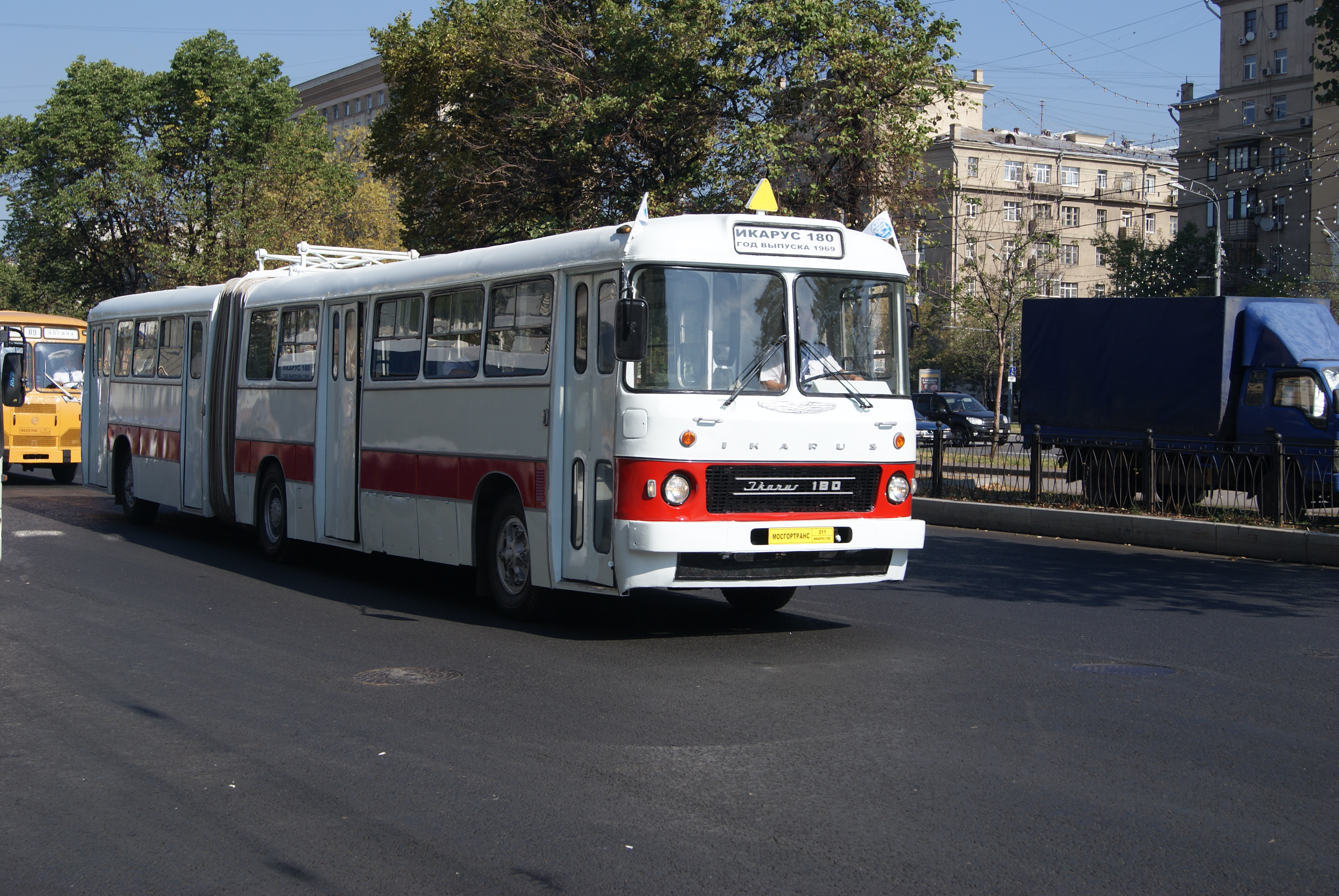
Un Ikarus 180 restaurado en Moscú, Rusia

Los años 60 se dedicaron a rediseñar la paleta de modelos, de la que nacieron tres modelos, que se basaban en el mismo diseño y elementos: Ikarus 180, 556 y 557, que debían dar una alternativa a todos los modelos anteriores existentes y aún en funcionamiento. Del triunvirato hay que destacar el Ikarus 180, ya que fue el primer modelo de autobús articulado desarrollado y producido por Ikarus. Aunque hay que mencionar que para el desarrollo la empresa adquirió un vehículo Henschel HS 160 USL, el cual fue desarrollado por la empresa alemana Henschel y en su momento fue considerado como "El autobús articulado". De hecho, Ikarus desmontó y volvió a montar el vehículo una y otra vez para entenderlo. Técnicamente, los ingenieros lo copiaron casi de forma idéntica.

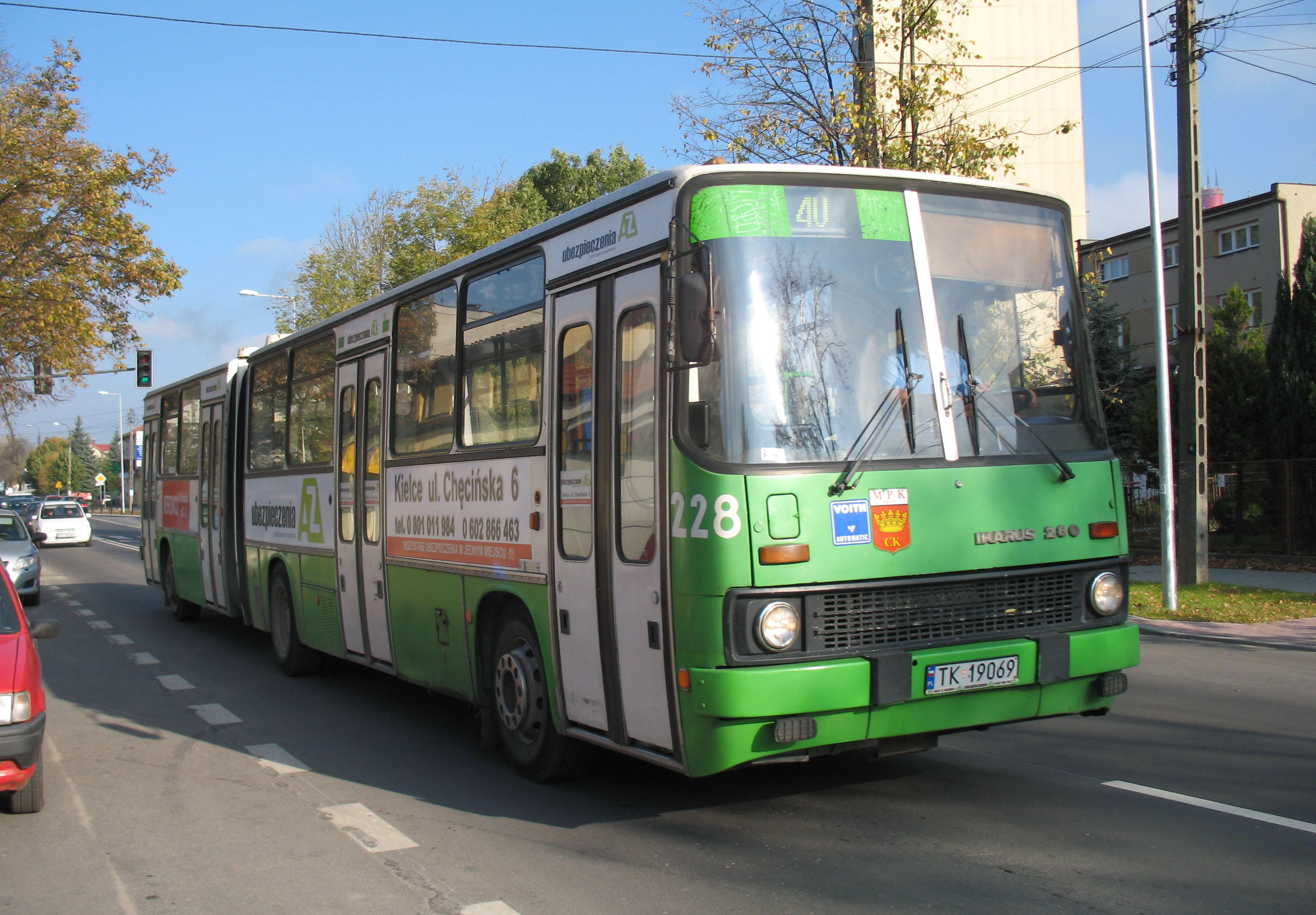
Un Ikarus 280 en Kielce, Polonia, construido en 1997

En la segunda mitad de los años 60, el desarrollo de estos tres vehículos se detuvo, cuando la empresa decidió invertir la mayor parte de sus recursos en una serie de modelos nueva y versátil. Esta serie se conoció como la familia (o serie) Ikarus 200.

#### Ikarus Serie 200
El primer prototipo de la nueva familia de modelos, el Ikarus 250, se presentó en la Feria Internacional de Budapest (BNV) en 1967. La idea detrás de esta serie era crear una familia de modelos que fuera versátil. Uno que pueda modificarse fácilmente para que sea suficiente como vehículo urbano, suburbano o autocar. Hoy en día esto se llama diseño modular, pero aún no era una solución generalizada a finales de los años 1960. Fue idea del diseñador László Finta hacer que la estructura del autobús fuera más angular, creando así más espacio y una mejor vista para los pasajeros.
Los prototipos participaron en numerosos eventos y concursos internacionales y ganaron numerosos premios. En 1969, en la Semana Internacional del Autobús de Niza, el modelo ganó el trofeo de plata entre otros 17 vehículos. También participó en un concurso en Mónaco en 1971, donde el Ikarus 250 SL (submodelo de lujo) ganó el gran trofeo de Rainiero III.

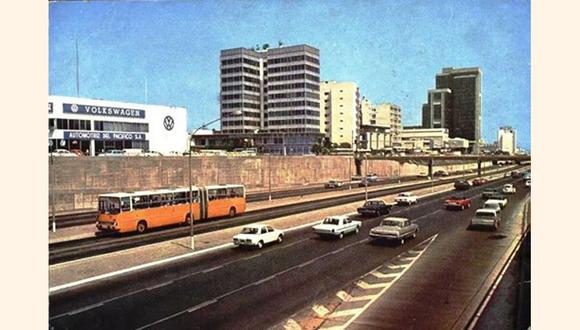
Un Ikarus 280 transitando por la Vía expresa Paseo de la República en Lima, Perú. 1976.

A partir de 1968, Ikarus comenzó a desarrollar y producir una variedad de vehículos experimentales, con el fin de encontrar la configuración correcta para los futuros modelos de la familia. Finalmente, en 1971 la empresa decidió que para el transporte urbano los mejores modelos serían los modelos Ikarus 260 e Ikarus 280, que luego se convirtieron en los autobuses más vendidos de la época. El Ikarus articulado tuvo tanto éxito en todo el mundo que la empresa llegó incluso al mercado norteamericano con su modelo modificado, el Ikarus 286.
En su apogeo, a finales de la década de 1970 y principios de la de 1980, la empresa estableció récords que aún no han sido desafiados desde entonces, como:
- Durante las décadas de 1970 y 1980, dos tercios de la producción mundial de autobuses articulados estaban relacionados con el Ikarus 280.[34]
- De todos los autobuses del mundo, el Ikarus 260 fue uno de los más producidos con un número de unidades de 72.547.[35]
- A principios de los años 80, las dos fábricas de la empresa en Hungría producían algo más de 12.000 vehículos al año.[36][37]

#### Ikarus Serie 300

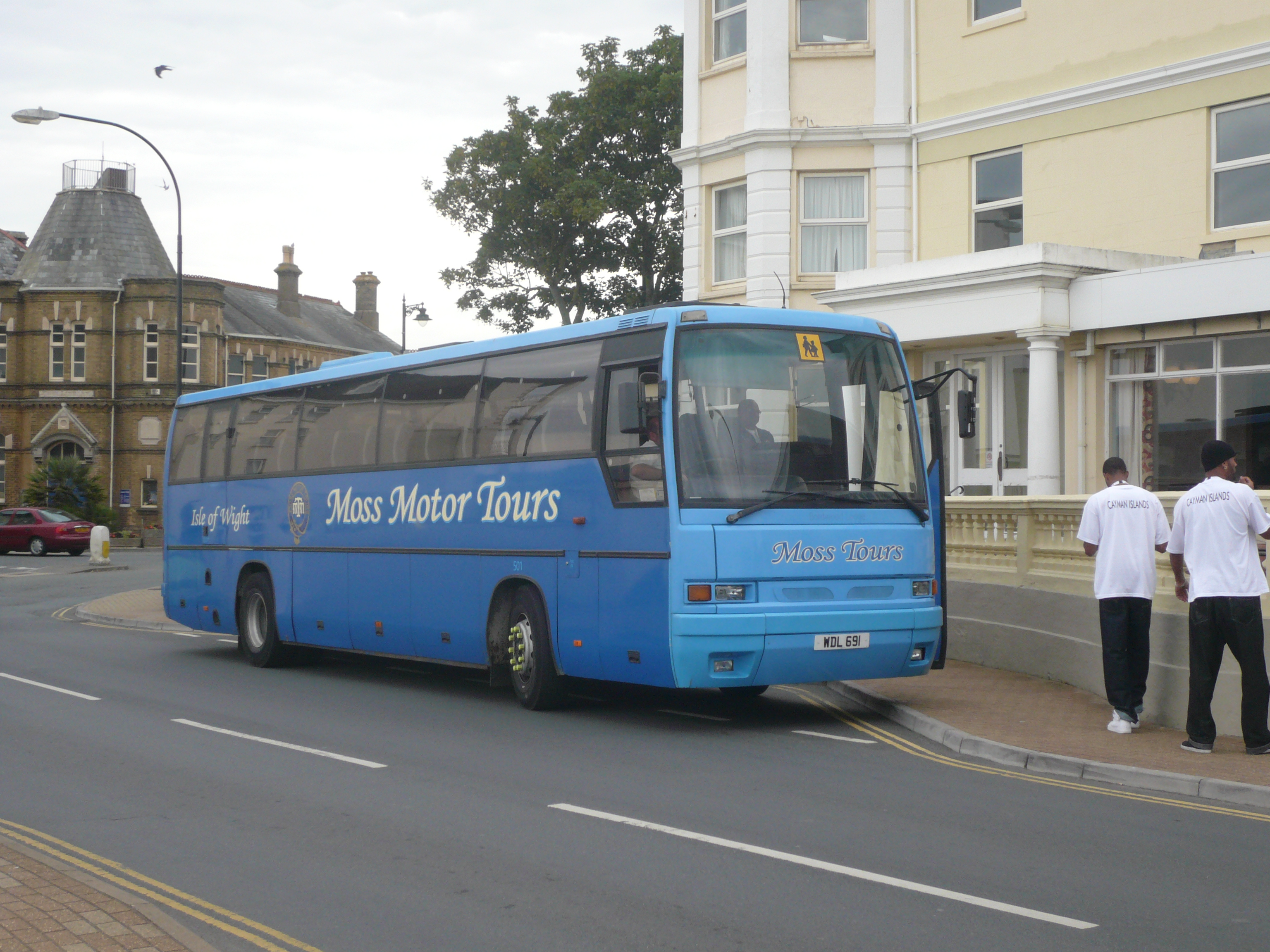
Uno de los muchos modelos de la serie 300, un Ikarus 350 en el Reino Unido.

Tras el éxito de la serie 200, la empresa no paró de desarrollar nuevos proyectos. La política, sin embargo, cambió a finales de los años 1970 de una familia de modelos modulares a dos. Uno de los cuales sucedería a la rama de autocares de la serie anterior, y el otro haría lo mismo con la rama ciudad/cercanía. Este último se convirtió en la serie 400, mientras que el primero fue la serie Ikarus 300.
El primer prototipo de la familia 300 se fabricó en 1981 y llevaba el nombre de Ikarus 386 K1 (380 NE). Posteriormente le siguieron una amplia variedad de modelos durante la década de 1980. Su principal característica era el elevado espacio para los pasajeros, que los hacía parecerse a los autocares modernos. Fueron producidos por Ikarus hasta 1989, cuando su recién formada filial, Ikarus EAG, recibió su rama de producción y desarrollo.

#### Ikarus Serie 400

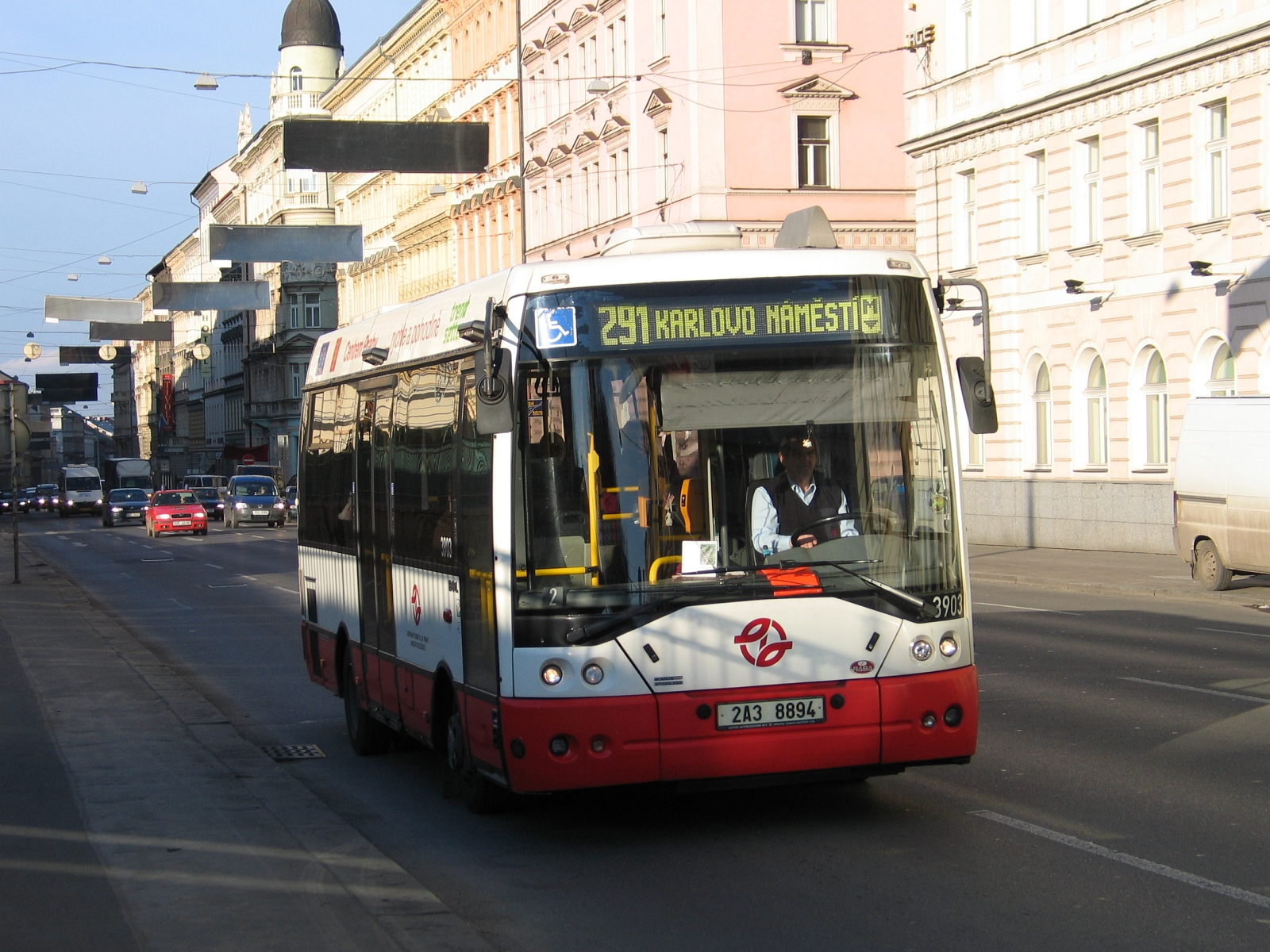
Un midi Ikarus E91 en Praga, República Checa, que sirve como autobús del castillo

La otra nueva familia de modelos especializada debía crear una variedad de vehículos para el transporte urbano y suburbano. El primer prototipo se construyó en 1979, con el nombre de Ikarus 413.K1, al que siguieron casi una docena de otros vehículos experimentales a principios de los años 1980.

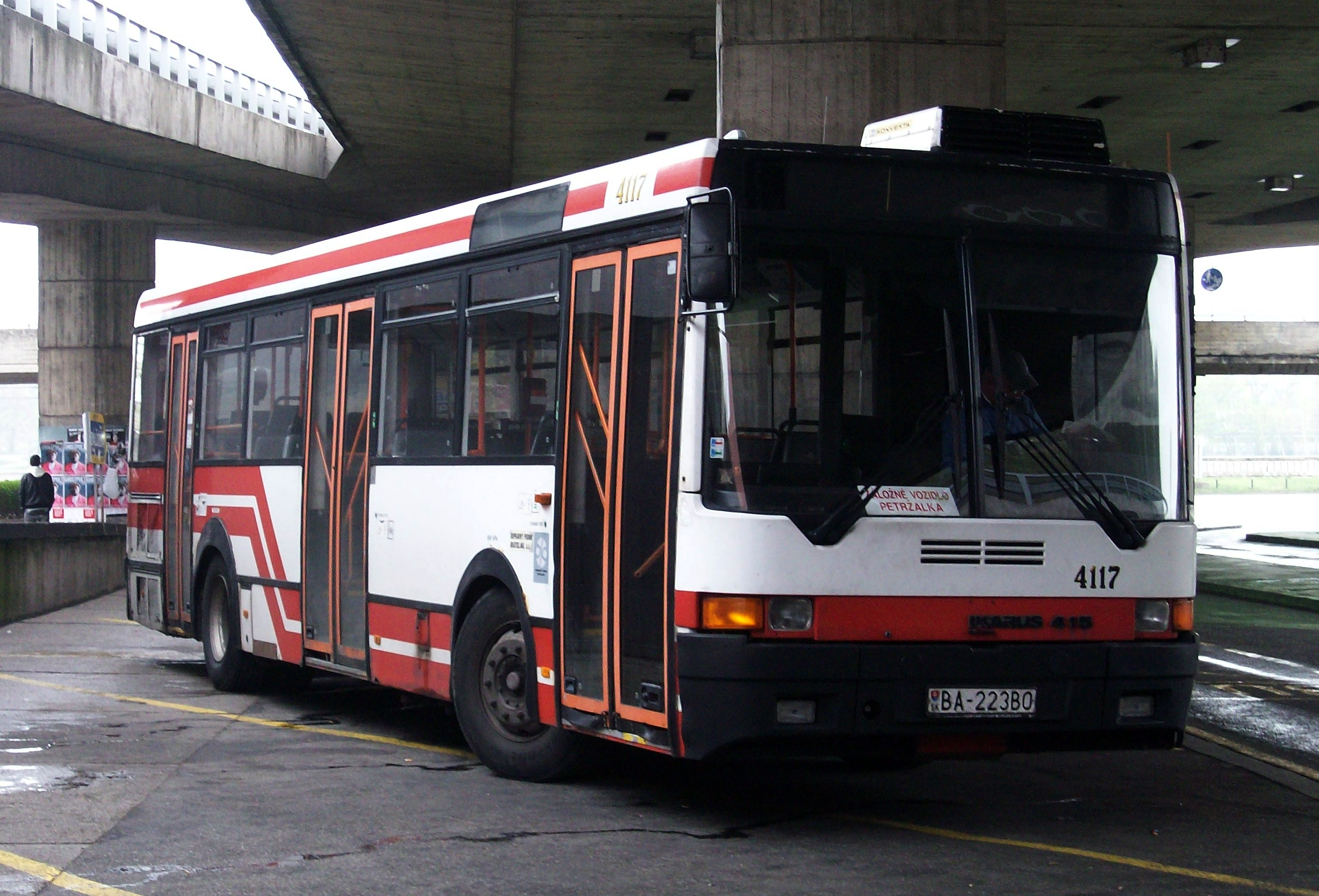
Un Ikarus 415 de segunda generación en Bratislava, Eslovaquia.

En 1984, el desarrollo finalizó y la producción pudo comenzar con la primera generación del modelo Ikarus 415. Aunque era un modelo bien construido con la tecnología necesaria para la época, no se recibieron muchos pedidos, porque el principal mercado de Ikarus estaba en el Bloque del Este, que empezaba a sufrir económicamente. Ni la Unión Soviética ni las empresas húngaras podían permitirse el lujo de una familia de modelos más cara y moderna, y la mayoría de ellas decidió exigir continuar con la producción de los modelos de la serie 200, mucho más baratos, pero que ya tenían 14 años. La empresa tuvo que esperar hasta 1992 para la producción en masa de la familia de modelos, cuando BKV Zrt. pidió 140 unidades del modelo Ik 415. En aquella época la empresa ya llevaba mucho tiempo desarrollando la versión articulada del modelo, que llevaba el nombre de Ikarus 435, pero este vehículo también tuvo que esperar hasta 1994 para recibir el primer pedido importante de la misma empresa de transporte.

#### Ikarus Serie 500

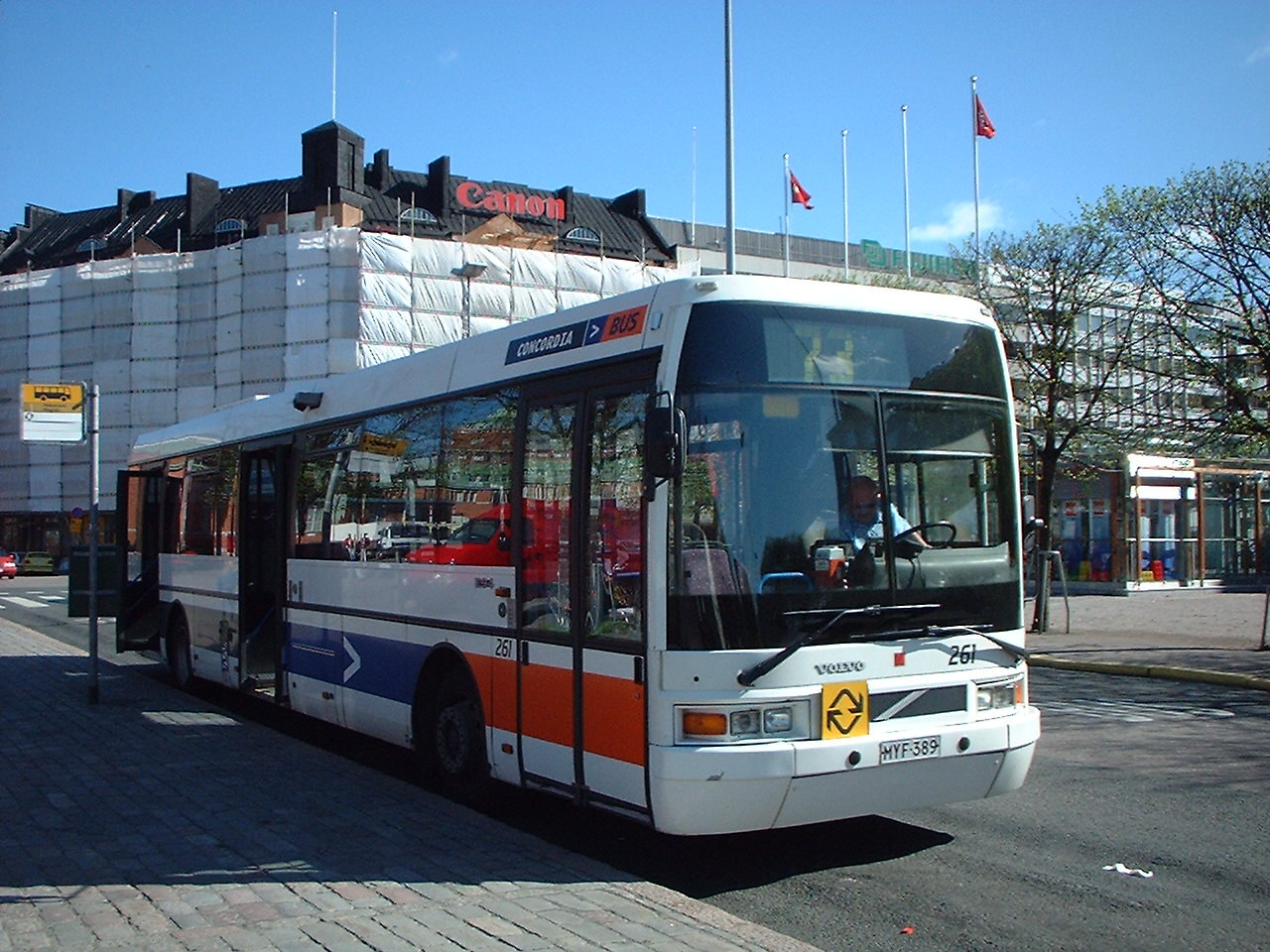
Autobús Concordia Ikarus E94 en la estación de metro Hakaniemi en Helsinki, Finlandia

Esta familia de modelos Ikarus se produjo entre 1979 y 1999 como respuesta de la compañía a la demanda de varios países en desarrollo, que necesitaban vehículos baratos, pequeños y versátiles. Estas unidades no seguían ninguna regla de diseño importante, incluso los submodelos podían verse muy diferentes entre sí. Lo que todos estos vehículos tenían en común era que no estaban construidos con una estructura monocasco, sino con varios chasis. Muchas empresas vendieron sus productos a Ikarus, que luego les construyó superestructuras, entre ellas: Volkswagen, Avia, MAN, Renault e incluso Isuzu. De todos estos modelos, el Ikarus 543 fue el que mayor número produjo y se exportaron más de 2100 unidades.

### La caída de Ikarus (1989-2003)
Con la caída del bloque comunista, la existencia de Ikarus también se acercó a una crisis. Muchos de los clientes que alguna vez fueron muy cercanos, incluida Rusia, de repente se alejaron de la empresa húngara, lo que resultó en un desastre inminente. El otro problema importante era que los clientes restantes todavía no querían ni oír hablar de los modelos "más nuevos" de las series 300 y 400. Y la tercera cuestión fue que en 1990 la Unión Soviética estaba al borde de la quiebra; La respuesta del gobierno húngaro a esto fue un cese inmediato de las exportaciones a la URSS. Esto provocó que más de 1.000 autobuses Ikarus de la serie 200 ya producidos quedaran varados en el patio de la fábrica. Ese evento fue una pérdida importante para la empresa. Ikarus también sufrió un duro golpe cuando Alemania retiró todos sus pedidos para el año 1990. Estos acontecimientos obligaron a Ikarus a cortar relaciones con muchos de sus proveedores y empezar a producir estas piezas en sus propias fábricas. Aunque fue un paso lógico para proteger a la empresa, resultó en el destino de muchas otras empresas húngaras, incluida Csepel.
A pesar de los numerosos contratiempos, Ikarus logró mantenerse a flote, en parte gracias a algunos mercados recién conquistados, como el Reino Unido. A finales de los años 80, Ikarus logró exportar algunos de los modelos de la serie 300 a la isla, lo que sentó las bases para una mayor colaboración. De 1990 a 2001, la empresa desarrolló y exportó tres modelos exclusivamente para el Reino Unido, el último de los cuales fue diseñado en 2000, recibió el nombre de Ikarus 489 Polaris y era un vehículo moderno y muy actualizado.
Ikarus continuó desarrollando nuevos modelos hasta que cerró. En 1993, la empresa construyó su primer modelo de piso totalmente bajo, el Ikarus 411. Con este vehículo, Ikarus fue una de las primeras empresas en anunciar un modelo de este tipo. El primer autobús de piso completamente bajo fue el Van Hool A300 en 1991. Sin embargo, sólo se produjo una cantidad limitada de este modelo, principalmente porque el autobús tenía sólo 11 metros de largo, lo que en ese momento no se consideraba muy práctico. La empresa se dio cuenta del problema y desarrolló el sucesor del modelo, el Ikarus 412, que medía 12 metros de largo. Por otro lado, Ikarus fue la empresa que produjo el primer autobús articulado de piso bajo del mundo. Se trataba del Ikarus 417, que al principio gozó de gran popularidad debido a sus modernas características, y la ciudad alemana de Wuppertal encargó inmediatamente 17 unidades. Sin embargo, el éxito del modelo no duró mucho porque tenía algunos problemas mecánicos recurrentes. Como resultado, sólo se vendieron 32 unidades durante los siguientes 7 años.

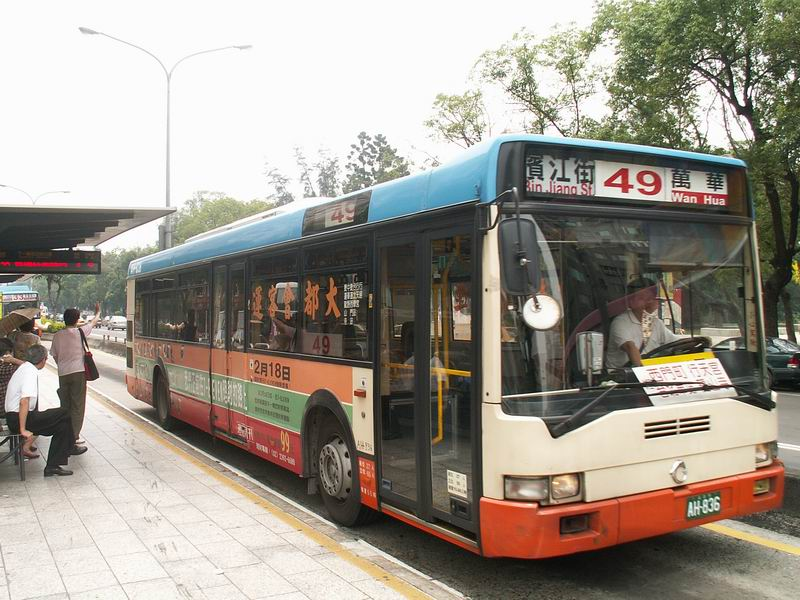
Un Ikarus 412 del 2002 en Taiwán importado por Irisbus

En 1998, se desarrolló una versión renovada de la antigua serie 200, llamada serie Classic. Los modelos antiguos recibieron partes delanteras y traseras rediseñadas y motores nuevos y más eficientes Rába D10 o Detroit Diesel S50. La serie Classic resultó ser un éxito, ya que los clientes orientales y húngaros compraron con gusto las nuevas versiones de los modelos conocidos, mientras que Ikarus también obtuvo algo más de ingresos con su producción.
En 1999, la compañía francesa Irisbus compró la ya debilitada Ikarus, que a partir de ese momento inició su caída. Irisbus no tenía ningún plan a largo plazo con la marca en sí, sino que principalmente impulsaba las fábricas y los mercados de Ikarus. En 2003, la propiedad mayoritaria francesa concluyó que no podía adquirir estos mercados y decidió que, tras cerrar la fábrica de Budapest en 2000, debía poner fin a toda la empresa.
Los últimos vehículos producidos por la empresa fueron tres Ikarus 280, que salieron de la fábrica de Székesfehérvár en octubre de 2003.

### Desde 2004

#### Disputas legales
En 2006, la empresa Magyar Busz Kft., propiedad del empresario se fundó y compró a Irisbus el sitio de Székesfehérvár y los derechos de producción. Entre 2010 y 2015, en colaboración con ARC (Auto Rad Control) Kft. Gábor Széles, de Szigetszentmiklós, reactivó la producción de autobuses Ikarus y adquirió el nombre Ikarus como marca comercial para los nuevos autobuses. IKARUS Járműtechnika Kft. y las demás empresas del grupo IKARUS propiedad de Gábor Széles (IKARUS GLOBÁL Zrt., IKARUS ELECTRIC MOTORCARS Zrt.) son divisiones de Műszertechnika-Holding Zrt. También en 2006, Ikarus Egyedi Kft. se fundó, empresa que también registró la marca el 30 de junio de 2016, por lo que poco tiempo después se inició una demanda para establecer una infracción de marca y sus consecuencias legales.
En 2017-2018, se presentaron varias solicitudes de marca para el nombre Ikarus. Los días 11 y 28 de septiembre de 2017, CSM Holding Kft. de Rábacsécsény (medios de transporte terrestre, aéreo o acuático; autobús; trolebús, luego vehículos de transporte militar; producción de carrocerías), el día 27, Attila Géza Bradács, de Kehidakustány (organización de viajes; organización de excursiones y tours), y el 13 de noviembre, Műszertechnika Holding Zrt. (transporte y equipos de transporte, incluidos vehículos automotores, automóviles, volquetas, camiones, tractores, carrocerías y sus partes y accesorios), que en 2018 se registraron el 6 de diciembre. En 2018, la empresa de Gábor Széles presentó una demanda por infracción de marca contra Ikarus Autóbusz Gyártó Egyedi Kft., ya que no es la sucesora legal de la fábrica de autobuses, y entre ellos surgió una disputa legal sobre la propiedad del nombre.
En el verano de 2018, el propietario principal, Ikarus Egyedi Kft. (antes MABI-Bus), que también es propietaria de Evopro Holding, inició un procedimiento de quiebra contra ella, del que también se distanciaron los propietarios minoritarios (Lanta Kft. y Albatric Kft., al igual que Ikarus Egyedi Kft.), y en octubre inició la liquidación del grupo empresarial, no cumplió sus pedidos, también hubo un problema con los prototipos anteriores (Modulók híbrido, eléctrico, de gas y de carro compuesto tipo C).

#### Otra reorganización (a partir de 2018)
La empresa se reorganizó en 2018 y hasta 2021 produjo 170 autobuses diésel.
En la feria de sostenibilidad Greentech 2021 se presentó el Ikarus 120e, el primer autobús puramente eléctrico diseñado y fabricado en Hungría con homologación europea. Dos elementos importantes del modelo proceden de China: la batería (fabricada por CATL) y el sistema de propulsión (obra de la gran corporación CRRC). Sin embargo, el diseño del autobús es enteramente húngaro: tanto el diseño exterior como el interior son obra de especialistas húngaros, el montaje de la carrocería y la instalación del sistema de propulsión también se realizan en Székesfehérvár, y la ingeniería mecánica y electrónica también son húngaras. Se realizó tanto en versión solista como articulada. En la fábrica de Székesfehérvár trabajan muchos profesionales veteranos, algunos de los cuales incluso trabajaron en la antigua Ikarus. Los ingenieros también han desarrollado un sistema de carga integrado con un acumulador de energía, que puede cargarse tanto desde un panel solar como desde un parque eólico, pero también desde la red eléctrica, garantizando así que los vehículos puedan cargarse con un alto rendimiento incluso con una red eléctrica relativamente inferior. Además del mercado nacional, los autobuses también se vendieron en el extranjero.

## Subsidiarias

### Ikarus EAG (1967/1989–2007)
Esta parte de la historia de Ikarus comienza en 1967, cuando la empresa decidió establecer una planta más pequeña, donde se pudieran desarrollar y producir modelos únicos o de números pequeños. Se convirtió en Ikarus Egyedi Gyáregység (Planta Única Ikarus). Aquí se construyeron muchos modelos para los países escandinavos.

#### Autobuses según normativa VöV y STLF

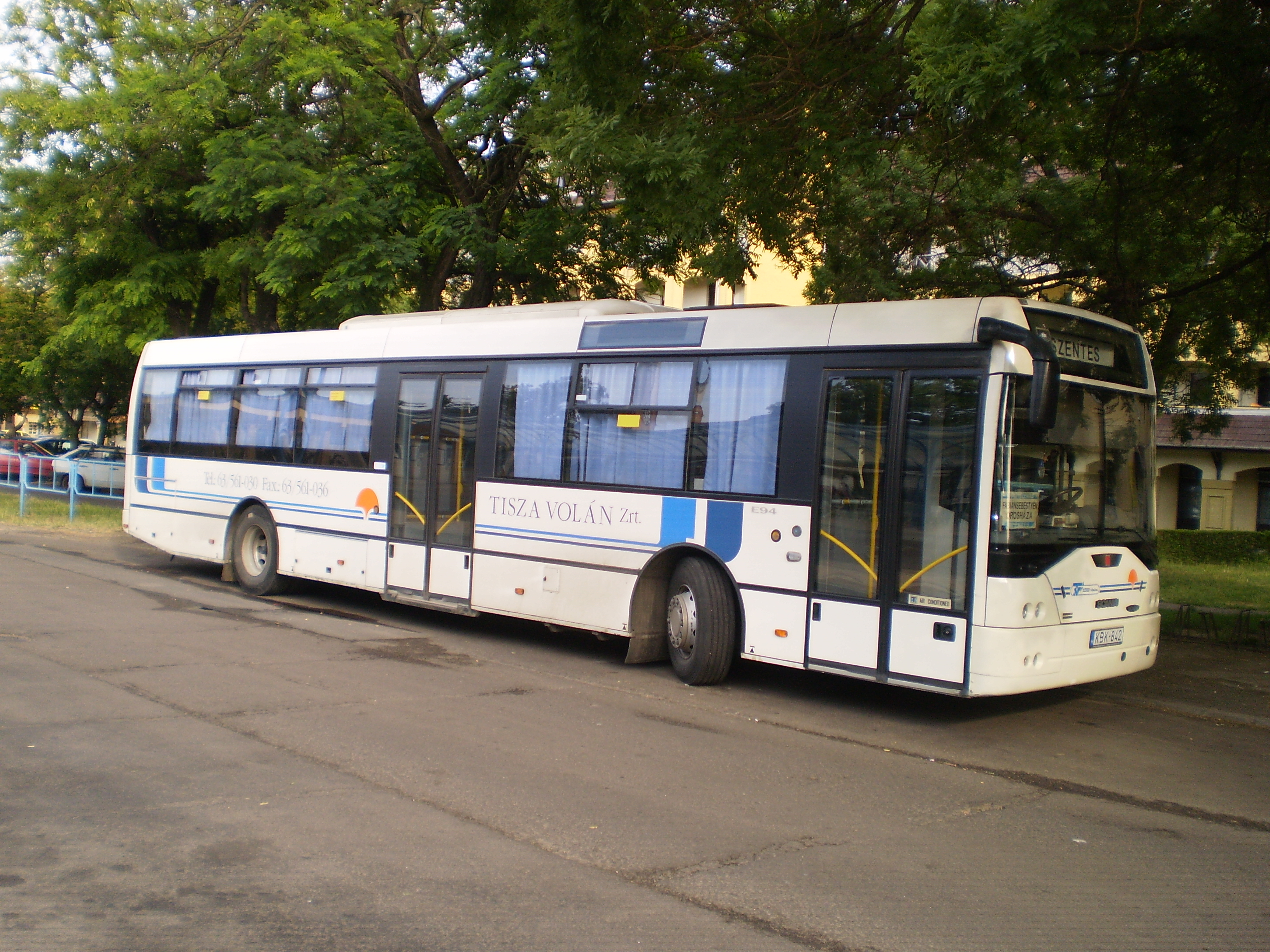
Un Ikarus E94 con chasis Scania

En 1971, la empresa decidió probar suerte en el mercado de Alemania Occidental, donde estaban en vigor las muy estrictas normas Verband Öffentlicher Verkehrsbetriebe o VöV. Estas regulaciones exigían una cierta apariencia y construcción de los vehículos, lo que resultó en autobuses muy similares, casi dobles, de las distintas compañías. La empresa húngara desarrolló y exportó el Ikarus 190, mientras que la competencia produjo modelos como el Mercedes-Benz O305, MAN SL200 o el Magirus-Deutz SH110. El modelo Ikarus demostró ser destacado, lo que dio lugar a varios pedidos de operadores alemanes y a la exportación de un total de 256 unidades hasta 1977.
Más tarde, a partir de 1976, Suecia también comenzó a sentir curiosidad por los modelos Ikarus, por lo que encargaron un pequeño número de ellos, con modificaciones importantes para adaptarse a las regulaciones suecas de las regulaciones VöV, las regulaciones STLF o Svenskkollektivtrafik. El nuevo modelo fue designado como Ikarus 194 y, a petición del cliente, se construyó sobre chasis suecos (como Volvo y Scania), en lugar de utilizar una construcción monocasco. A la primera serie le siguieron otras hasta 1987 e incluso desembocó en el desarrollo de una versión articulada, el Ikarus 196.

#### Serie E
En 1989, la empresa, debido al éxito de la planta, decidió crearla como filial, lo que dio lugar a un nuevo nombre: Ikarus Egyedi Autóbuszgyár, o Ikarus EAG (Fábrica Única de Autobuses Ikarus). EAG comenzó a desarrollar sus propios autocares y autobuses sobre chasis de mayor calidad, denominados serie E, y se convirtió en un importante exportador, principalmente a los mercados escandinavos y occidentales.
Aunque tuvo éxito y obtuvo ingresos estables, en 2007 Irisbus finalmente decidió cerrar también Ikarus EAG.

### American Ikarus (1980 / 1989–1993)

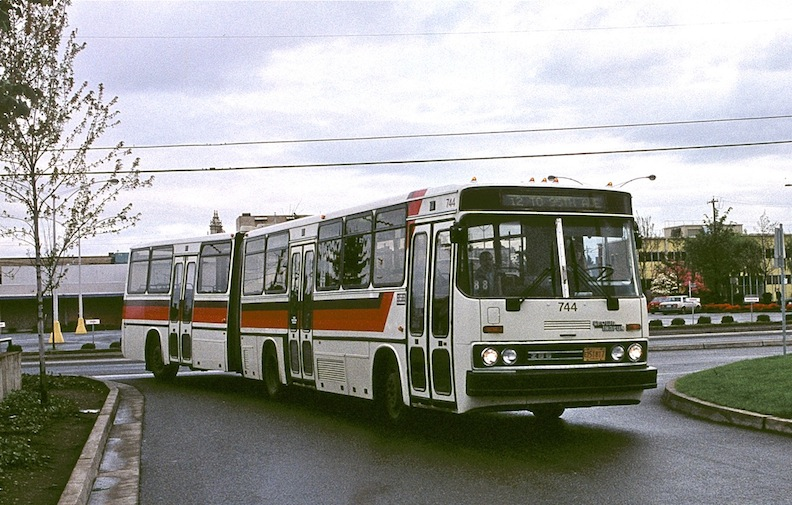
Ikarus 286, en Portland, Oregón, EE. UU.

Durante la década de 1980, Ikarus exportó con éxito c. 500
 del Ikarus 286 a EE. UU. (como el Crown-Ikarus 286) y Canadá (como el Orion-Ikarus 286). Posteriormente Ikarus creó una filial, la American Ikarus, para asegurar la producción en el continente. Finalmente, y en parte debido a la mala situación de la empresa matriz, en 1993 American Ikarus se separó de Ikarus y tomó el nombre de North American Bus Industries, o NABI. Posteriormente, la nueva empresa logró convertirse en uno de los fabricantes de autobuses más destacados de Estados Unidos.
NABI continuó la producción de autobuses de tránsito, basados en gran medida en los modelos Ikarus 416 y 436, hasta 2013, cuando New Flyer Industries compró NABI y finalmente la cerró en 2015.

## Modelos de autobuses y trolebuses
- Ikarus 250
- Ikarus 260
- Ikarus 280
- Ikarus 415T